# Gordonia (planta)
Gordonia es un género de fanerógamas de la familia de las Theaceae, relacionadas con Franklinia, Camellia, Stewartia. Muchas de sus más de sesenta especies son nativas del Sudeste Asiático, sur de China, Taiwán, Indochina; Gordonia lasianthus es nativa del sudeste de Norteamérica, de Virginia al sur de Florida y oeste de Luisiana. Dos especies nativas de Cuba, Gordonia curtyana y Gordonia wrightii reciben el nombre común de almendro de Cuba.
Son árboles siempreverdes, de 10-20 m de altura. La corteza es gruesa y profundamente fisurada. Hojas alternadamente arregladas, simples, serradas, gruesas, coriáceas, brillantes, y de 6-18 cm de long. Flores grandes y conspicuas, 4-15 cm de diámetro, con 5 (ocasionalmente 6-8) pétalos blancos; florece tarde en invierno o temprano en la primavera. Fruto cápsula 5-valvas secas, 1-4 semillas en cada sección.
Está adaptada a suelo ácido, y no crece bien en calcáreos u otros suelos ricos en calcio. Requieren mucho régimen de lluvia y no toleran sequía.
Algunos botánicos incluyen a Franklinia dentro de Gordonia; difiere en ser caduco y florecer tarde en verano, no a fines del invierno. En Flora de China las Theaceae en China Gordonia se dividen en dos géneros, con G. lasianthus reteniendo a Gordonia, y la sp. asiática transferida a Polyspora; pero esto no es ampliamente aceptado.

## Cultivo y usos
Varias especies de Gordonia crecen como planta ornamental por sus flores producidas en invierno cuando pocos otros árboles están en flor. Sin embargo es difícil de crecer comparado con similares pero camelias más pequeñas.

## Especies
Tiene más de 60 especies, incluyen:
- Gordonia anomala
- Gordonia balansae
- Gordonia curtyana (A.Rich.) H.Keng
- Gordonia fruticosa
- Gordonia hirta
- Gordonia hirtella
- Gordonia javanica
- Gordonia lasianthus
- Gordonia maingayi
- Gordonia multinervis
- Gordonia penangensis
- Gordonia scortechinii
- Gordonia shimidae
- Gordonia sinensis
- Gordonia singaporeana
- Gordonia tagawae
- Gordonia taipingensis
- Gordonia villosa
- Gordonia wallichii
- Gordonia wrightii (Griseb.) H.Keng
- Gordonia yunnanensis

Especies del este de Asia fueron transferidas al género Polyspora, incluyen:
- Polyspora acuminata
- Polyspora axillaris
- Polyspora chrysandra
- Polyspora hainanensis
- Polyspora kwangsiensis
- Polyspora longicarpa
- Polyspora tiantangensis
- Polyspora tonkinensis